# Oregons flag
Oregons flag er blåt og har delstatens våben i midten, med påskriften "STATE OF OREGON" over og "1859" under, begge dele i gul farve. Flagets bagside viser et andet motiv, en bæver, også dette i gult på blå baggrund. Oregons flag er det eneste af USA's halvtreds delstatsflag som har forskellig for- og bagside. Flaget blev indført 26. februar 1925. Det skal have størrelsesforholdet 500:833, men proportionen 3:5 er mere almindelig.
Oregons våben viser en samling karakteristiske naturmotiver, elg, træer, bjerge, Stillehavet, sammen med plov og kornbånd, symboler for landbrug, en hakke som repræsenterer minedrift, og en vogn som henviser til nybyggerne. Videre vises et ankommende civilt dampskib og et britisk orlogsskib som forlader området. Delstatsmottoet, The Union, er også med. Over skjoldet står en amerikansk ørn. Våbenskjoldet er omkranset af 33 stjerner, noget som symboliserer at Oregon blev USA's 33. delstat. Oregon blev optaget i unionen i 1859, noget som vises ved gengivelsen af årstallet i flaget. Flagets bagside består af en gul amerikansk bæver på blå bund. Bæveren er Oregons delstatsdyr og delstatens tilnavn er "The Beaver State". 
Oregons flag er designet efter forbillede af militære faner, hvor blå farve er dominerende. Også delstaterne Pennsylvania, Connecticut, South Carolina, New Hampshire, Virginia, New York, Vermont, Kentucky, Indiana, Maine, Michigan, Wisconsin, Minnesota, Kansas, Nevada, Nebraska, North Dakota, Montana, Idaho, Utah og Alaska har delstatsflag med blå flagdug. Louisiana, Oklahoma og South Dakota benytter en noget lysere blåfarve i sine delstatsflag, mens Delawares delstatsflag har en lysere, gråblå farvetone.
Det er usædvanligt at et flag har forskellig for- og bagside, som Oregons flag har. Det eneste nationalflag som har forskellig for- og bagside, er Paraguays flag.